# Parempuyre
Parempuyre è un comune francese di 10 407 abitanti situato nel dipartimento della Gironda nella regione della Nuova Aquitania.

## Storia

### Simboli
Lo stemma del comune è stato creato nel 1976.

## Società

### Evoluzione demografica
Abitanti censiti